# Spilosoma nigrocastanea
Spilosoma nigrocastanea là một loài bướm đêm thuộc phân họ Arctiinae, họ Erebidae.